# Brycinus ferox
Brycinus ferox е вид лъчеперка от семейство Alestidae. Видът не е застрашен от изчезване.

## Разпространение
Разпространен е в Кения.

## Описание
На дължина достигат до 8,1 cm.
Популацията на вида е стабилна.